# Glâne

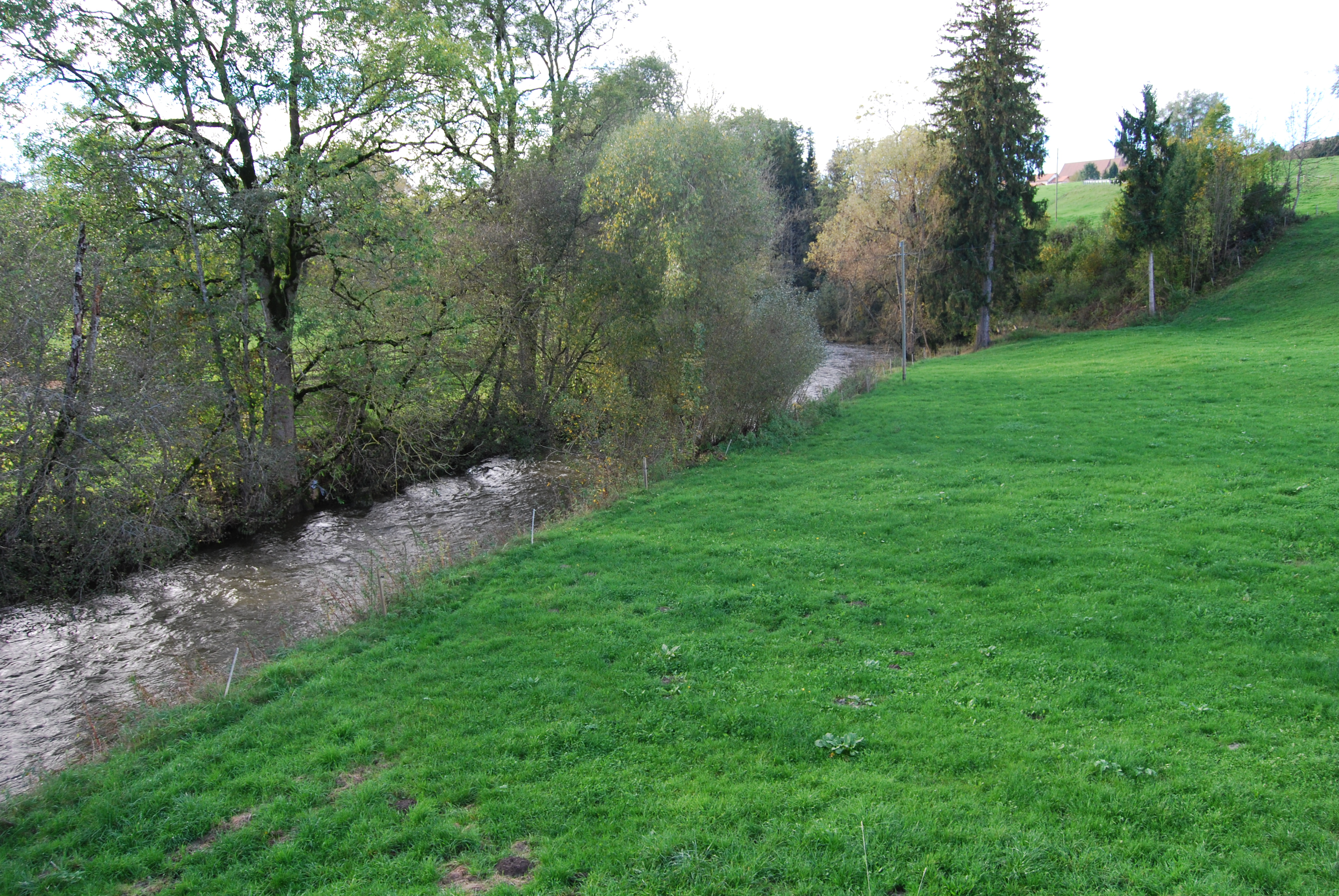
Glâne w Autigny

Glâne – rzeka w Szwajcarii, w kantonie Fryburg, lewobrzeżny dopływ Sarine. Nazywana czasem Grande Glâne dla odróżnienia od Petite Glâne, lewobrzeżnego dopływu Broye. Cały tok na Wyżynie Szwajcarskiej.
Źródła na wysokości ok. 815 m n.p.m. na skraju lasu La Râpe na terenie miejscowości Mossel w gminie Ursy. Pierwszy prawobrzeżny dopływ nosi nazwę Riau d'Enfer. Spływa w kierunku północno-wschodnim, wyznaczając granicę między gminami Mézières i Romont. W Romont przyjmuje też swój lewobrzeżny dopływ Le Glaney (690 m n.p.m.). Płynie początkowo dość prostym korytem, jednak poniżej Villaz-St-Pierre skręca ku wschodowi i zaczyna meandrować. Tu przyjmuje swoje prawobrzeżne dopływy: La Neirigue (638 m n.p.m.), Ruisseau du Glèbe (630 m n.p.m.) i La Longivue (619 m n.p.m.). Jej koryto ponownie skręca ku północnemu wschodowi i jednocześnie znacząco się pogłębia, a urwiste brzegi w licznych zakolach osiagają wysokość do 30-40 m. W Matran przyjmuje lewobrzeżny dopływ Riau de la Bagne (577 m n.p.m.), przepływa pod kamiennym, łukowym mostem z początków XVI w. w Ste-Apolline, a następnie pod równie oryginalnym, wysokim mostem zwanym Pont de la Glâne, po czym tuż za nim w Villars-sur-Glâne, na wysokości 599 m n.p.m., uchodzi do Sarine.
Wody Glâne od dawna uchodziły za bogate w ryby, a prawo połowu w niej było reglamentowane. M. in. w średniowieczu prawo połowu ryb w tej rzece na terenie Matran należało do klasztoru cystersów w Hauterive. Rzeka poruszała również liczne koła wodne, napędzające młyny i tartaki, m.in. w Prez, Romont, Villaz-Saint-Pierre, Macconnens i Chavannes-sous-Orsonnens, co do dziś znajduje potwierdzenie w lokalnym nazewnictwie.
Tok źródłowy i dolny bieg rzeki zachowały swój naturalny wygląd. Głęboka i kręta dolina biegu dolnego obrośnięta jest w dużej części lasami. W rejonie Autigny zachowało się kilka starorzeczy oraz strefa mokradeł (fr. Marais des Glières). Odcinek środkowy Glâne, między Siviriez i Granges-la-Battiaz, jest skanalizowany i wyprostowany.